# Baraja francesa

Los cuatro símbolos de naipes: pica, corazón, diamante y trébol.

La baraja francesa es un conjunto de naipes o cartas, formado por 52 unidades repartidas en cuatro palos: corazones, diamantes, tréboles y picas.

## Los palos

### Origen
El origen de los símbolos de la baraja francesa no está claro. Algunos consideran que es una adaptación de los signos alemanes. Las bellotas y las hojas se habrían convertido en tréboles y picas, respectivamente, mientras que los corazones se habrían mantenido y los cascabeles habrían sido sustituidos por los diamantes, que sería la aportación original de Francia a los símbolos de los palos.
Otros creen en la influencia de la baraja española y del tarot. La forma de los cálices o copas habría llevado a los corazones, los tréboles serían una derivación de las hojas de los bastos, las picas —puntas de las lanzas— habrían sustituido como signo militar a las espadas, y los diamantes —un símbolo de la riqueza—, habrían sustituido a los oros. Sin embargo, el nombre francés de este último palo, carreau, no tiene que ver con la riqueza y sí con la forma del dibujo.
Independientemente de cuál es su origen, las barajas con los símbolos franceses ya se usaban durante las primeras décadas  del siglo XV. Algunos incluso atribuyen su invención al caballero Étienne de Vignolles, más conocido como La Hire, que murió en 1442.
El padre jesuita Menéstrier (1631-1705), en un artículo publicado en 1702, en el Journal de Trévoux, expone que las primeras cartas francesas se fabricaron en España en 1392 para entretenimiento del rey Carlos III de Navarra, aquejado de ataques de melancolía, y que el juego simbolizaba la estructura feudal.

## El as
El as puede funcionar como carta de valor 1 y de valor mayor que la carta del rey R (K en la baraja inglesa), esto es catorce (once en blackjack), muy útil en el blackjack y a la hora de formar escaleras en el póker, dando en este juego las mayores probabilidades de ganar.

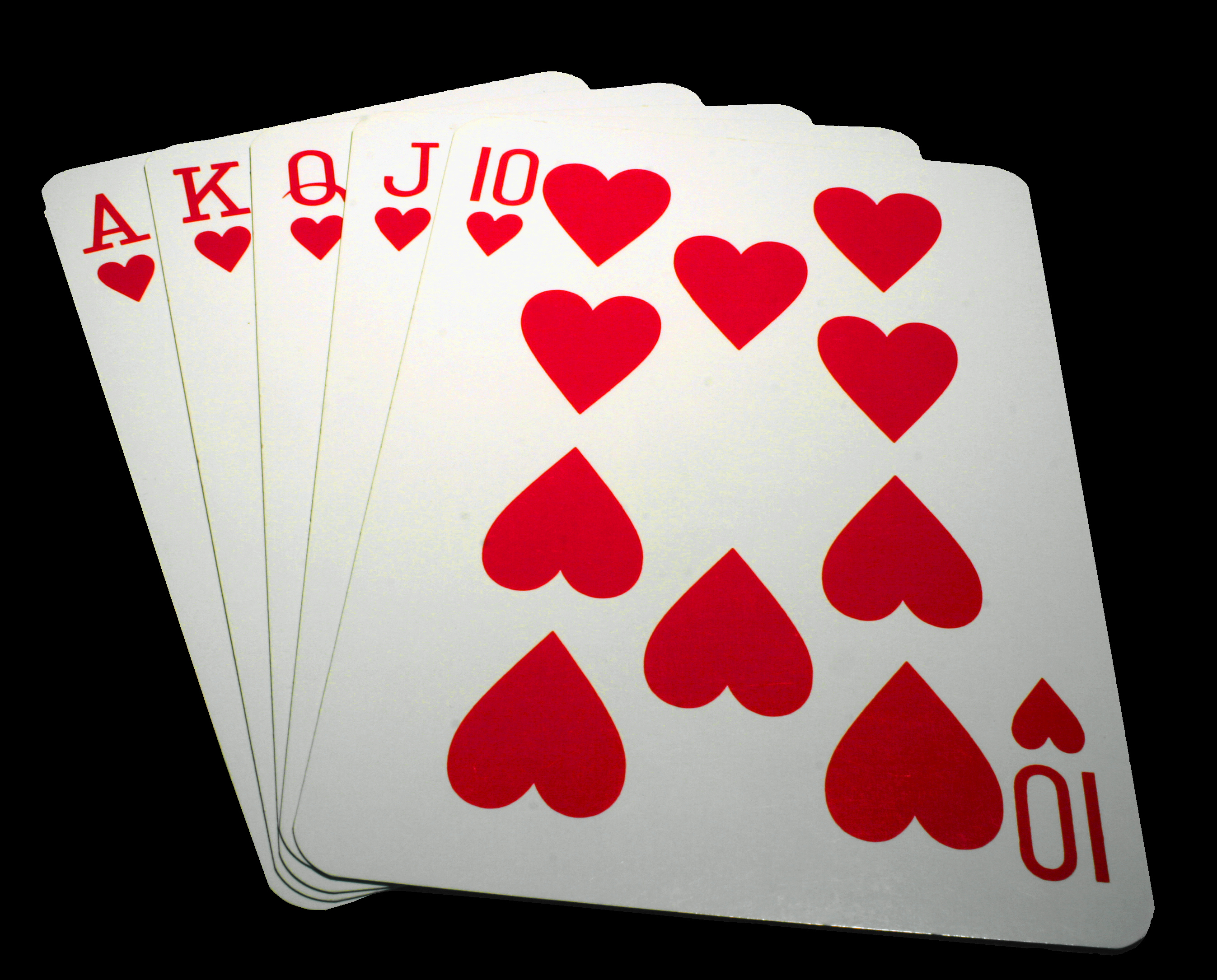
"Flor imperial" en el póker.

## Las figuras
Cada uno de estos colores está compuesto por trece cartas: Uno, Dos, Tres, Cuatro, Cinco, Seis, Siete, Ocho, Nueve, Diez, representadas por los números correspondientes, y las tres figuras, que se llaman Valet (V), Dame (D) y Roi (R).
En comparación con otras barajas de la época, la francesa es original en la adopción de la figura femenina, la Dame, como figura intermedia entre el Valet y el Roi, ya que tanto en la baraja alemana (Oberman) como en las italiana y española (caballo/caballero) esta figura es masculina. En realidad, la española tuvo reina antaño; el problema es que los palos eran de 14 cartas, del 1 al 10, con cuatro figuras: sota, caballo, reina y rey, pero a la reina correspondía el número 13, de mal agüero para los jugadores, se suprimió y quedó el rey como 13, por lo que también hubo que suprimir el 10. Sin embargo, la baraja del tarot todavía conservó las cuatro figuras. En cualquier caso, se eligió la reina en vez del caballo. No se sabe la causa de esta preferencia, quizá se deba a la influencia de las reinas francesas o a Juana de Arco, la heroína de la Guerra de los Cien Años.

## Los naipes
|                      | As              | 2              | 3              | 4              | 5              | 6              | 7              | 8              | 9              | 10              | Jota/Sota (Valet) | Reina/Dama (Reine/Dame) | Rey (Roi)        |
| -------------------- | --------------- | -------------- | -------------- | -------------- | -------------- | -------------- | -------------- | -------------- | -------------- | --------------- | ----------------- | ----------------------- | ---------------- |
| Tréboles (Trèfles)   | As de tréboles  | 2 de tréboles  | 3 de tréboles  | 4 de tréboles  | 5 de tréboles  | 6 de tréboles  | 7 de tréboles  | 8 de tréboles  | 9 de tréboles  | 10 de tréboles  | Jota de tréboles  | Reina de tréboles       | Rey de tréboles  |
| Diamantes (Carreaux) | As de diamantes | 2 de diamantes | 3 de diamantes | 4 de diamantes | 5 de diamantes | 6 de diamantes | 7 de diamantes | 8 de diamantes | 9 de diamantes | 10 de diamantes | Jota de diamantes | Reina de diamantes      | Rey de diamantes |
| Corazones (Cœurs)    | As de corazones | 2 de corazones | 3 de corazones | 4 de corazones | 5 de corazones | 6 de corazones | 7 de corazones | 8 de corazones | 9 de corazones | 10 de corazones | Jota de corazones | Reina de corazones      | Rey de corazones |
| Picas (Pics)         | As de picas     | 2 de picas     | 3 de picas     | 4 de picas     | 5 de picas     | 6 de picas     | 7 de picas     | 8 de picas     | 9 de picas     | 10 de picas     | Jota de picas     | Reina de picas          | Rey de picas     |

- Al igual que en la baraja española, se llamó "Espadas" tradicionalmente a las Picas, por la influencia que tenía España en la Europa de entonces. Hoy en día ambas palabras son del mismo palo.

### Personajes históricos y literarios
Una curiosa singularidad de las figuras de la baraja francesa es que tienen nombres propios, aunque no siempre han sido los mismos, ya que han ido variando según el gusto de la sociedad y los vaivenes de la historia. Las figuras tradicionales representan personajes considerados heroicos en la Edad Media.
| VALETS | VALETS                                                     | DAMES | DAMES                            | ROIS | ROIS                            |
|        | Lahire compañero de Juana de Arco                          |       | Judit personaje bíblico          |      | Charles Carlomagno o Carlos VII |
|        | Héctor héroe de la Guerra de Troya                         |       | Rachel Raquel, personaje bíblico |      | César Julio César               |
|        | Ogier el Danés u Ogier uno de los doce pares de Carlomagno |       | Pallas Palas Atenea              |      | David héroe bíblico             |
|        | Lancelot o Lanzarote                                       |       | Argine anagrama de regina        |      | Alexandre Alejandro Magno       |

Durante la Revolución francesa, los reyes se convirtieron en ciudadanos y fueron representados por personajes clásicos (Solón, Platón, Catón, Bruto) o escritores franceses célebres (Molière, Voltaire, La Fontaine, Rousseau); las damas fueron personificaciones de virtudes (Justicia, Prudencia, Unión, Fuerza), y otros personajes como Aníbal, Decio, Horacio y Escévola suplieron a los valets tradicionales. También durante la época revolucionaria las figuras fueron sustituidas por cartas simbólicas (ley, libertad, providencia e igualdad), por las cuatro estaciones del año o los cuatro elementos de los griegos (agua, fuego, aire y tierra).
Con la restauración monárquica posnapoleónica volvieron a utilizarse reyes (Carlomagno, San Luis, Francisco I y Enrique I), damas (Hildegarda, Blanca de Castilla, Margarita de Valois y Juana de Albret) y valets (Rolando, Bayard, Joinville y Crillon).
La literatura y la política aportaron durante el siglo XIX su propia iconografía, es posible encontrar barajas cuyas figuras se inspiraron en novelas célebres como Los tres mosqueteros, e incluso una baraja en la que los reyes son Victor Hugo, Mac Mahon, Thiers y Jules Ferry.

## ¿Baraja inglesa o francesa?
Frecuentemente se confunde la baraja inglesa con la francesa, porque en cierto sentido son la misma. Los ingleses tomaron el modelo francés para crear su baraja, modificando algunos detalles. Por ejemplo, las figuras son mucho más abstractas y no representan a ningún personaje como sí ocurre con los naipes franceses (se dice que esto ocurrió por la poca habilidad de los dibujantes anglosajones). Las figuras de la baraja inglesa son de cuerpo entero y los franceses las hicieron simétricas para que pudieran ser vistas siempre sin necesidad de girar el naipe, con lo que los jugadores podrían saber quién tiene figuras. También, se adaptaron las iniciales de los nombres de las figuras en inglés y el uno fue sustituido por la A de as. Y en tiempos modernos, las barajas inglesas incluyen la figura del joker o comodín.
Sin embargo, estrictamente hablando, la baraja que se usa para jugar al póquer, al bridge, al reihe o a la canasta es la francesa.